# Irena a Vojtěch Havlovi
Irena a Vojtěch Havlovi byli hudební duo, které se věnovalo ambientní a duchovní hudbě.

## Osobní život
Irena Havlová (26. května 1959, Rychnov nad Kněžnou) vystudovala Přírodovědeckou fakultu Univerzity Karlovy, již během studií se začala věnovat hudbě. Vojtěch Havel (19. května 1962) vystudoval na pražské Státní konzervatoři hru na violoncello a klavír v roce 1984. Vojtěch Havel zemřel 21. října 2024 náhle po návratu z turné po Faerských ostrovech.

## Spolupráce
Na počátku 80. let společně založili seskupení Capella Antiqua e Moderna, které se zaměřilo na tradiční i inovativní skladebné techniky a interpretační postupy. Do roku 1990 spolupracovali s hudebníkem Oldřichem Janotou, poté se vydali na samostatnou dráhu. V první polovině 90. let se vydali na čtyři výpravy do Indie, ze kterých přivezli inspiraci a duchovní tradici přenesli do 4 hudebních alb (Agni, Maha Rudra Yagya, Sri Maháprabhuji Bhajans, Sri Mádhavánanda Bhajans) a čtyř autorských filmů (Agni, Maha Rudra Yagya, Pushkar, Kumbhamela). Poté pracovali na vydání dalších alb, kterými rozvíjeli svébytnou autorskou tradici (Malé modré nic, Tajemná gamelánie, Háta H., Hudba ticha, Něžně ke světlu).[zdroj?]
V průběhu své tvůrčí činnosti spolupracovali s mnoha domácími i zahraničními osobnostmi, jakými jsou bubeník Alan Vitouš, kytarista Tony Ackerman, flétnista Jiří Stivín, hráč na šakuhači a další především japonské hudební nástroje Vlastislav Matoušek, ale také tanečníci Karel Vaněk a Eva Černá či výtvarník Radek Pilař nebo filmař Václav Kadrnka. Během svých vystoupení, která se často odehrávala v sakrálních budovách, kostelech či poutních místech, používali rozmanité hudební nástroje (violoncello, klavír, viola da gamba, zvony, tibetské mísy aj.). Jejich posledním společným albem je deska Four Hands.

## Vliv
Manželé Havlovi ovlivnili ve své tvorbě řadu soudobých hudebníků a hudebních skladatelů. Mezi ně patří mimo jiné Václav Havelka. Za hudbu k filmu Křižáček získali Českého lva.

## Diskografie
- 1991 – Malé modré nic
- 1992 – Tajemná gamelánie
- 1992 – Háta H.
- 1992 – Hudba ticha
- 1994 – Něžně ke světlu
- 2001 – Havlovi – Janota – Babuljak
- 2005 – Světelné kruhy
- 2005 – Na nebi měsíc
- 2017 – Křižáček (soundtrack)
- 2021 – Zpráva o záchraně mrtvého (soundtrack)
- 2022 – Melodies in the Sand
- 2024 – Four Hands